# Alpine F1 Team
Alpine F1 Team (por motivos de patrocinio BWT Alpine Formula 1 Team), es una escudería francesa de Fórmula 1 con sede en Reino Unido y propiedad del Grupo Renault, que hizo su debut en la temporada 2021. Reemplazó a Renault para promocionar la gama deportiva de vehículos Alpine.

## Historia

### Antecedentes
Alpine fabricó dos monovolúmenes Fórmula 1 con anterioridad: en los años sesenta el A350 y en los setenta el A500, pero jamás compitieron. Este último fue usado para las pruebas previas al ingreso de Renault a la F1 con su revolucionario monoplaza de motor turbo.

### Orígenes
En septiembre de 2020, Renault eligió usar el nombre «Alpine» para promocionar la empresa hermana de la marca francesa llamada Alpine mediante la compra de los derechos de nombre de Renault convirtiéndose en «Alpine F1 Team», poniendo fin después de cinco años a «Renault F1 Team».

### Fórmula 1

#### 2021

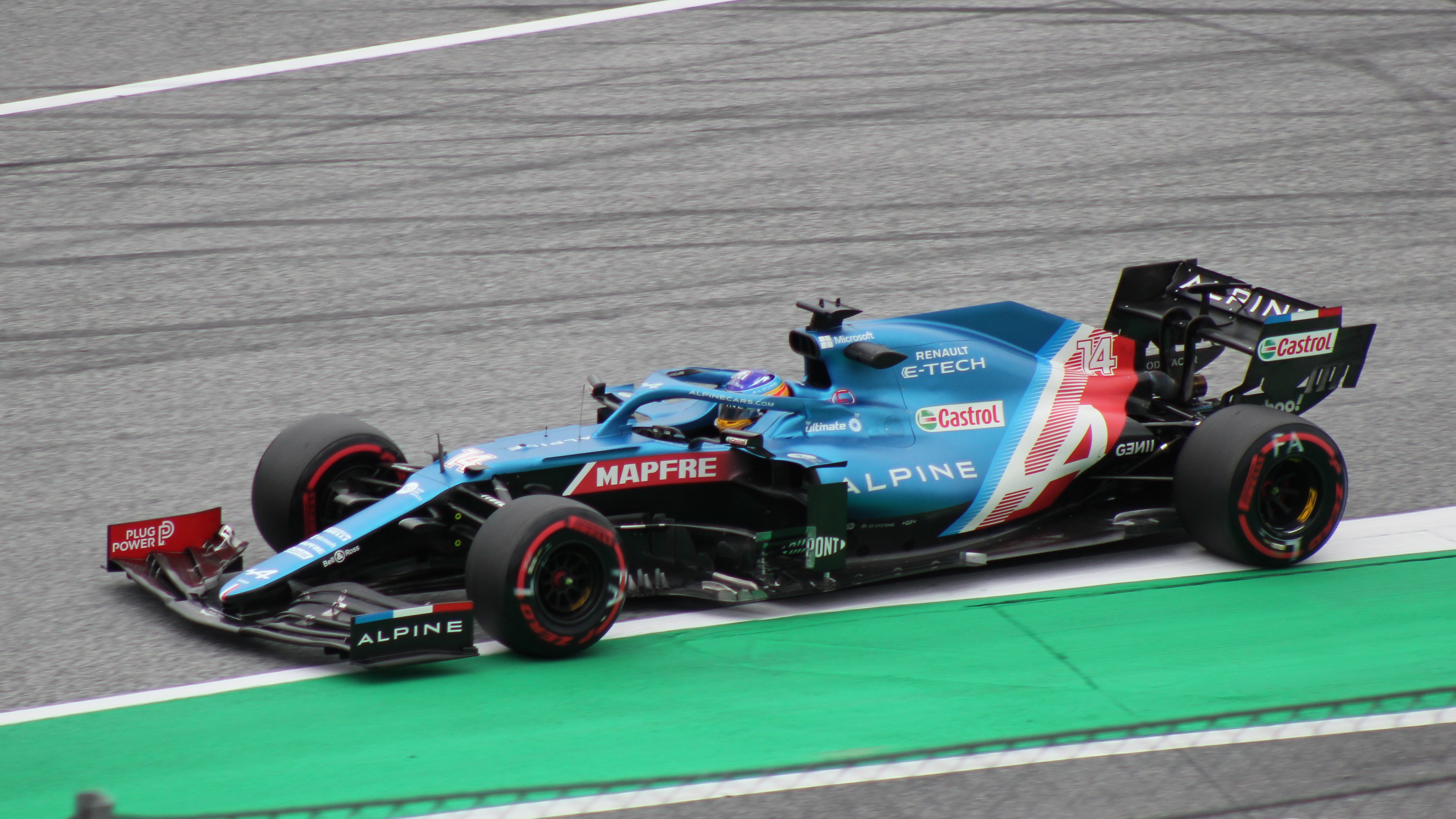
Alpine A521 manejado por Fernando Alonso en el Gran Premio de Austria de 2021.

En su primer año en la Fórmula 1, Alpine alineó al español Fernando Alonso, que regresó a la categoría tras retirarse en 2018, y al francés Esteban Ocon. Mientras que dentro de la estructura, Daniil Kvyat y Jordan King fueron pilotos reserva y de simulador respectivamente. Mientras que Guanyu Zhou ocupó la labor de tercer piloto.
En el Gran Premio de Emilia-Romaña, la escudería logró sus primeros puntos al finalizar Ocon y Alonso noveno y décimo respectivamente.
En la undécima carrera de la temporada, en Hungría, Esteban Ocon logró la primera victoria de Alpine en la F1 y su primera victoria personal, mientras que Alonso logró también su mejor resultado en la temporada al finalizar cuarto. Después de estar varias carreras en los puntos, Alpine volvió al podio de la mano de Alonso en el Gran Premio de Catar con un tercer lugar, siendo el primero del español desde 2014.
Finalmente, terminaron en 5º posición en constructores con 155 puntos, 13 por delante de AlphaTauri y 120 por detrás de McLaren.

#### 2022
El 13 de enero de 2022 Marcin Budkowski dejó su puesto como director ejecutivo. Alain Prost, también abandonó la escudería como parte de una reestructuración de la directiva del equipo. En febrero del mismo año, fue anunciado que BWT será el patrocinador principal del equipo. Otmar Szafnauer, quien anteriormente había trabajado en Aston Martin F1 Team, se unió al equipo como director, al igual que Bruno Famin como director ejecutivo de Alpine en Viry-Châtillon, donde desarrollan la unidad de potencia.
Finalizaron la temporada de 2022 sin ninguna victoria ni podio, pero obtuvieron su mejor clasificación hasta la fecha en el campeonato de constructores con una 4º posición y 173 puntos (14 más que su competidor directo McLaren), pero muy lejos del resto de escuderías top como Red Bull, Mercedes o Ferrari.

#### 2023
Para la temporada 2023, Alpine seguiría contando con Ocon hasta 2024, y tenía intenciones de fichar al joven australiano Oscar Piastri, campeón de la Fórmula 2 2021, en sustitución de Alonso que acabó siendo fichado por Aston Martin. Sin embargo, horas después del anuncio, Piastri negó haber firmado contrato con la escudería francesa y que no correría en 2023. El día 7 de octubre, fue anunciada la incorporación de Pierre Gasly a Alpine.
En julio de 2023 un grupo de inversores, entre los que se encontraba el famoso actor Ryan Reynolds, adquirieron el 24% de las acciones de la escudería por el pago de 200 millones de euros. A finales de ese mismo mes, la escudería anunciaría el despido de su director de equipo Otmar Szafnauer tras llevar 18 meses en el cargo, siendo reemplazado por Bruno Famin. También dejó el puesto tanto el director deportivo Alan Permane como el director técnico Pat Fry, por motivos de la reestructuración de la cúpula directiva iniciada por el CEO de Renault Luca de Meo. Hasta el momento, la escudería ha logrado 108 puntos, con dos podios, uno en Mónaco a manos de Ocón y otro en Países Bajos gracias a Gasly y va 6º en el campeonato de constructores.

#### 2024
En 2024, el equipo ficharía a David Sánchez como director técnico ejecutivo procedente de McLaren. Esteban Ocon, en un incidente en el GP de Mónaco con su compañero de equipo Pierre Gasly, sería el motivo para que el primero no sea renovado para la temporada que viene; el propio Famin calificó el hecho como «inapropiado». La escudería francesa anunciaría el fichaje de Flavio Briatore como asesor ejecutivo. En agosto, Bruno Famin dejó su puesto de director de equipo, siendo reemplazado por Oliver Oakes y además, confirmó a Jack Doohan como piloto para la temporada 2025.Previo al Gran Premio de Abu Dabi, Ocon fue reemplazado por Doohan con efecto inmediato, como parte de un acuerdo para que Esteban pueda hacer los tests de postemporada con el equipo Haas, haciendo que el piloto australiano hiciera su debut absoluto. Al igual que en 2023, Alpine repitió el 6° en el Campeonato de Constructores con 65 puntos, dando como mejor resultado un doble podio en el GP de São Paulo.
En noviembre, tras varios meses de rumores, Alpine anunció que abandonaría su programa de motores Renault para la temporada 2026, en donde entraría el nuevo reglamento de motores y las nuevas regulaciones, convirtiéndose en equipo cliente de Mercedes usando sus motores y cajas de cambios de la escudería alemana.
En mayo de 2025 Oliver Oakes, presionado por el mal resultado de la plantilla de pilotos y estando en 9° posición en el campeonato de constructores, presentó su renuncia con efecto inmediato para dar paso a Flavio Briatore como Director de Equipo. Flavio es un férreo defensor de uno de sus pilotos de reserva, el argentino Franco Colapinto, quien suena a viva voz en la prensa Francesa y los fanaticos de la Formula 1, para relevar a Jack Doohan como piloto en el monoplaza de Alpine. 

## Monoplazas
La siguiente galería muestra los diferentes modelos utilizados por Alpine en Fórmula 1.
|                    |
| Alpine A521 (2021) |

|                    |
| Alpine A522 (2022) |

|                    |
| Alpine A523 (2023) |

|                    |
| Alpine A524 (2024) |

|                    |
| Alpine A525 (2025) |

## Resultados

### Fórmula 1
(Clave) (negrita indica pole position) (cursiva indica vuelta rápida)

| Año     | Chasis | Motor                        | Neu. | N.º | Pilotos          | 1   | 2   | 3   | 4   | 5   | 6   | 7   | 8   | 9   | 10  | 11  | 12  | 13  | 14  | 15  | 16  | 17  | 18  | 19  | 20  | 21  | 22  | 23  | 24  | Puntos | Pos. |
| ------- | ------ | ---------------------------- | ---- | --- | ---------------- | --- | --- | --- | --- | --- | --- | --- | --- | --- | --- | --- | --- | --- | --- | --- | --- | --- | --- | --- | --- | --- | --- | --- | --- | ------ | ---- |
| 2021    | A521   | Renault E-Tech 20B V6 Turbo  | P    |     |                  | BHR | EMI | POR | ESP | MON | AZE | FRA | EST | AUT | GBR | HUN | BEL | NED | ITA | RUS | TUR | USA | MEX | SÃO | QAT | ARA | ABU |     |     | 155    | 5.º  |
| 2021    | A521   | Renault E-Tech 20B V6 Turbo  | P    | 14  | Fernando Alonso  | Ret | 10  | 8   | 17  | 13  | 6   | 8   | 9   | 10  | 7   | 4   | 11  | 6   | 8   | 6   | 16  | Ret | 9   | 9   | 3   | 13  | 8   |     |     | 155    | 5.º  |
| 2021    | A521   | Renault E-Tech 20B V6 Turbo  | P    | 31  | Esteban Ocon     | 13  | 9   | 7   | 9   | 9   | Ret | 14  | 14  | Ret | 9   | 1   | 7   | 9   | 10  | 14  | 10  | Ret | 13  | 8   | 5   | 4   | 9   |     |     | 155    | 5.º  |
| 2022    | A522   | Renault E-Tech RE22 V6 Turbo | P    |     |                  | BHR | ARA | AUS | EMI | MIA | ESP | MON | AZE | CAN | GBR | AUT | FRA | HUN | BEL | NED | ITA | SIN | JPN | USA | MEX | SÃO | ABU |     |     | 173    | 4.º  |
| 2022    | A522   | Renault E-Tech RE22 V6 Turbo | P    | 14  | Fernando Alonso  | 9   | Ret | 17  | Ret | 11  | 9   | 7   | 7   | 9   | 5   | 10  | 6   | 8   | 5   | 6   | Ret | Ret | 7   | 7   | 19† | 5   | Ret |     |     | 173    | 4.º  |
| 2022    | A522   | Renault E-Tech RE22 V6 Turbo | P    | 31  | Esteban Ocon     | 7   | 6   | 7   | 14  | 8   | 7   | 12  | 10  | 6   | Ret | 56  | 8   | 9   | 7   | 9   | 11  | Ret | 4   | 11  | 8   | 8   | 7   |     |     | 173    | 4.º  |
| 2023    | A523   | Renault E-Tech RE23 V6 Turbo | P    |     |                  | BHR | ARA | AUS | AZE | MIA | MON | ESP | CAN | AUT | GBR | HUN | BEL | NED | ITA | SIN | JPN | QAT | USA | MEX | SÃO | LVG | ABU |     |     | 120    | 6.º  |
| 2023    | A523   | Renault E-Tech RE23 V6 Turbo | P    | 10  | Pierre Gasly     | 9   | 9   | 13† | 14  | 8   | 7   | 10  | 12  | 10  | 18† | Ret | 113 | 3   | 15  | 6   | 10  | 12  | 67  | 11  | 7   | 11  | 13  |     |     | 120    | 6.º  |
| 2023    | A523   | Renault E-Tech RE23 V6 Turbo | P    | 31  | Esteban Ocon     | Ret | 8   | 14† | 15  | 9   | 3   | 8   | 8   | 147 | Ret | Ret | 8   | 10  | Ret | Ret | 9   | 7   | Ret | 10  | 10  | 4   | 12  |     |     | 120    | 6.º  |
| 2024    | A524   | Renault E-Tech RE24 V6 Turbo | P    |     |                  | BHR | ARA | AUS | JPN | CHN | MIA | EMI | MON | CAN | ESP | AUT | GBR | HUN | BEL | NED | ITA | AZE | SIN | USA | MEX | SÃO | LVG | QAT | ABU | 65     | 6.º  |
| 2024    | A524   | Renault E-Tech RE24 V6 Turbo | P    | 10  | Pierre Gasly     | 18  | Ret | 13  | 16  | 13  | 12  | 16  | 10  | 9   | 9   | 10  | DNS | Ret | 13  | 9   | 15  | 12  | 17  | 12  | 10  | 37  | Ret | 5   | 7   | 65     | 6.º  |
| 2024    | A524   | Renault E-Tech RE24 V6 Turbo | P    | 31  | Esteban Ocon     | 17  | 13  | 16  | 15  | 11  | 10  | 14  | Ret | 10  | 10  | 12  | 16  | 19  | 9   | 15  | 14  | 15  | 13  | 18  | 13  | 2   | 17  | Ret |     | 65     | 6.º  |
| 2024    | A524   | Renault E-Tech RE24 V6 Turbo | P    | 61  | Jack Doohan      |     |     |     |     |     |     |     |     |     |     |     |     |     |     |     |     |     |     |     |     |     |     |     | 15  | 65     | 6.º  |
| 2025*   | A525   | Renault E-Tech RE25 V6 Turbo | P    |     |                  | AUS | CHN | JPN | BHR | ARA | MIA | EMI | MON | ESP | CAN | AUT | GBR | BEL | HUN | NED | ITA | AZE | SIN | USA | MEX | SÃO | LVG | QAT | ABU | 20     | 10.º |
| 2025*   | A525   | Renault E-Tech RE25 V6 Turbo | P    | 7   | Jack Doohan      | Ret | 13  | 15  | 14  | 17  | Ret |     |     |     |     |     |     |     |     |     |     |     |     |     |     |     |     |     |     | 20     | 10.º |
| 2025*   | A525   | Renault E-Tech RE25 V6 Turbo | P    | 10  | Pierre Gasly     | 11  | DSQ | 13  | 7   | Ret | 138 | 13  | Ret | 8   | 15  | 13  | 6   | 10  | 19  |     |     |     |     |     |     |     |     |     |     | 20     | 10.º |
| 2025*   | A525   | Renault E-Tech RE25 V6 Turbo | P    | 43  | Franco Colapinto |     |     |     |     |     |     | 16  | 13  | 15  | 13  | 15  | DNS | 19  | 18  |     |     |     |     |     |     |     |     |     |     | 20     | 10.º |
| Fuente: |        |                              |      |     |                  |     |     |     |     |     |     |     |     |     |     |     |     |     |     |     |     |     |     |     |     |     |     |     |     |        |      |

- * Temporada en progreso.

### Pilotos
| Pilotos          | Carreras | Victorias | Poles | VR | Podios | Puntos | Títulos |
| ---------------- | -------- | --------- | ----- | -- | ------ | ------ | ------- |
| Esteban Ocon     | 89       | 1         | 0     | 0  | 3      | 224    | 0       |
| Pierre Gasly     | 59       | 0         | 0     | 0  | 2      | 108    | 0       |
| Fernando Alonso  | 44       | 0         | 0     | 0  | 1      | 162    | 0       |
| Jack Doohan      | 7        | 0         | 0     | 0  | 0      | 0      | 0       |
| Franco Colapinto | 7        | 0         | 0     | 0  | 0      | 0      | 0       |
| Fuente:          |          |           |       |    |        |        |         |

- Negrita indica pilotos actuales.